# Ентоцид (Метаризин)
Ентоцид (Метаризин) — біологічний ґрунтовий інсектицид, активну дієву основу якого складають міцелій та спори кількох рас ентомопатогенних грибів, в першу чергу Metarhizium anisopliae.
Є одним з найвідоміших та поширених біологічних ґрунтових інсектицидів в Україні.

## Механізм дії
Спори гриба в ґрунті, при попаданні на тіло шкідника, протягом 10-12 годин проростають і уражують жирову тканину, кишковий тракт, паралізують нервову систему, м'язову тканину та органи дихання. В результаті шкідник гине і стає джерелом розвитку для самого гриба та іншої мікрофлори ґрунту. Повна загибель наступає через 40-120 годин в залежності від віку личинки або імаго.

## Використання
Багато ґрунтових комах-шкідників залучаються сполуками, які виділяють в ґрунт насіння, що проростає. Незважаючи на це, мікробна інокуляція насіння для захисту культур від комах проводиться нечасто, хоча серед всіх способів введення мікробних агентів в кореневу зону, обробка насіння є найефективнішою, оскільки саме там ймовірність контакту коренів із шкідниками дуже висока. Відкриття ентомопатогенної активності у гриба Metarhizium anisopliae, який є ефективним колонізатором ризосфери рослин, вказує на доцільність його застосування при обробці насіння. Даній гриб використовується для захисту насіння кукурудзи від дротяників Agriotesobscures і пасовищних (газонних) трав від жука Adoryphoruscouloni. Причому внесення спор цього гриба для захисту рослин в ґрунт менш ефективно, ніж інокуляція насіння. Правильність концепції внесення біоінсектицидів шляхом обробки насіння була продемонстрована на моркві, пшениці і райграсі. Важливо відзначити, що рівень захисту, забезпечений мікробним препаратом, часто аналогічний тому, який досягається при застосуванні хімічних інсектицидів для протруювання насіння.
- Ентоцид (Метаризин) вносять в ґрунт будь-яким доступним способом: методом змішування з добривами, в розчині з поливною водою, обприскуванням ґрунту.
- Застосовувати препарат рекомендується восени або навесні, особливо в період випадання проливних дощів. Після внесення препарату ґрунт обробляється відповідно до технології: оранка, культивація, дискування, підгортання. Найефективніше вносити препарат у вологий ґрунт перед його обробкою.
- При висаджуванні розсади або саджанців, замочують кореневу систему в розчині препарату, або вносять його із поливною водою.[1]

## Шкідники, яких долає препарат
- нематоди,

- ведмедка,
- дротяники,
- личинки та імаго хруща,
- личинки та імаго колорадського жука.[3]